# Lion Horse Posse
La Lion Horse Posse è stato un gruppo rap di Milano.

## Storia
La posse nacque dalla scena punk hardcore e reggae alla fine degli anni 1980 nelle salette musicali della vecchia sede del famoso centro sociale occupato milanese Leoncavallo in via Leoncavallo 22, dalla casa occupata T28 in via Dei Transiti 28 e più in generale provenivano dal movimento per il diritto alla casa e agli spazi sociali di Milano. I Lion Horse Posse furono tra i primi gruppi ad usare il rap italiano.
Nella crew facevano parte anche i graffitari Inox, Kino, Vandalo, il francese Mambo della crew La Force Alphabétick, lo spagnolo rapper Josele della Zona Norte Posse e da molti altri. Il collettivo era formato tra gli altri da Fumo, Leleprox, Papero Inox e Cocò fondatori della cosiddetta scena delle posse, che per via dei loro testi sarcastici e taglienti si presentarono immediatamente tra i gruppi politicamente più impegnati.
Dalle ceneri dell'esperienza di Lion Horse Posse sono nati i Piombo a Tempo.

## Membri
- Fumo (MC)
- Papero Inox (MC)
- Cocò (MC)
- Leleprox (Dj/Guidance)

## Discografia

### Lion Horse Posse
- 1988? – Rapimenti (K7, cassetta 4 brani, autoproduzione salette CSOA Leonkavallo 22 Lion Horse Pirata)
- 1992 – Notte di Rime Dirette (K7, compilation cassetta, autoproduzione salette CSOA Leonkavallo 22 Lion Horse Pirata)
- 1992 – Vivi e diretti (Mini LP, autoproduzione CSOA Leonkavallo 22) [2]
- 1993 – Ancora fuori (MINILP - Century Vox)
- 1993 –  Senza Tetto Non Ci Sto (CD compilation autoproduzione T28/U.S.I. Milano)

### Piombo a Tempo
- 1995 –  Cattivi Maestri (LP)[3]